# Nederlanders in het Indonesische voetbal
Nederlanders in het Indonesische voetbal geeft een overzicht van Nederlanders die een contract hebben (gehad) bij een Indonesische voetbalclub.

## Spelers
| Naam                     | Club                  | Van  | Tot   | Opmerkingen                    |
| ------------------------ | --------------------- | ---- | ----- | ------------------------------ |
| Jan Lammers (voetballer) | Borneo FC             | 2019 | 2019  |                                |
| Nick van der Velden      | Bali United FC        | 2017 | 2018  |                                |
| Sylvano Comvalius        | Bali United FC        | 2017 | 2017  |                                |
| Ronald Hikspoors         | PSM Makassar          | 2016 | 2016  |                                |
| Marc Klok                | PSM Makassar          | 2017 |       |                                |
| Pascal Heije             | Bali De Vata FC       | 2011 | 2011  |                                |
| Kevin Brands             | Bali United FC        | 2018 | 2018  |                                |
| Bryan Brard              | Medan Chiefs          | 2011 | 2011  |                                |
| Dane Brard               | Medan Chiefs          | 2011 | 2012  |                                |
| Jhon van Beukering       | Pelita Jaya FC        | 2011 | 2012  |                                |
| Diego Michiels           | Pelita Jaya FC        | 2011 | 2013  |                                |
| Diego Michiels           | Persija Jakarta       | 2012 | 2012  | uitgeleend door Pelita Jaya FC |
| Diego Michiels           | Sriwijaya FC          | 2013 | 2014  |                                |
| Diego Michiels           | Mitra Kukar           | 2014 | 2015  |                                |
| Diego Michiels           | Pusamania Borneo      | 2015 | heden |                                |
| Richard Knopper          | PSM Makassar          | 2011 | 2011  |                                |
| Irfan Bachdim            | Persema Malang        | 2010 | 2012  |                                |
| Irfan Bachdim            | Bali United FC        | 2017 |       |                                |
| Ruben Wuarbanaran        | Pelita Jaya FC        | 2011 | 2012  |                                |
| Raphael Maitimo          | Bali De Vata FC       | 2011 | 2011  |                                |
| Jason de Jong            | Persiba Balikpapan    | 2011 | 2011  |                                |
| Regilio Jacobs           | Tangerang Wolves FC   | 2011 | 2011  |                                |
| Jordy de Kat             | Tangerang Wolves FC   | 2011 | 2011  |                                |
| Ferd Pasaribu            | Medan Chiefs          | 2011 | 2012  |                                |
| Melvin Platje            | Bali United FC        | 2018 |       |                                |
| Gaston Salasiwa          | Bintang Medan FC      | 2011 | 2012  |                                |
| Emile Linkers            | PSIM Jogjakarta       | 2012 | 2012  |                                |
| Lorenzo Rimkus           | PSIM Jogjakarta       | 2012 | 2012  |                                |
| Kristian Adelmund        | Persepam Madura Utama | 2012 | 2013  |                                |
| Kristian Adelmund        | PSS Sleman            | 2013 | 2014  |                                |
| Kristian Adelmund        | Persela Lamongan      | 2016 |       |                                |
| Sergio van Dijk          | Persib Bandung        | 2013 | 2017  |                                |
| Arsenio Valpoort         | Persebaya Surabaya    | 2022 |       |                                |

## Overige functies
| Naam                 | Club                             | Van  | Tot   | Opmerkingen         |
| -------------------- | -------------------------------- | ---- | ----- | ------------------- |
| Johannes Mastenbroek | Nederlands-Indisch voetbalelftal | 1938 | 1938  | Bondscoach          |
| Wiel Coerver         | Indonesisch voetbalelftal        | 1975 | 1976  | Bondscoach          |
| Frans van Balkom     | Indonesisch voetbalelftal        | 1978 | 1979  | Bondscoach          |
| Henk Wullems         | Indonesisch voetbalelftal        | 1996 | 1997  | Bondscoach          |
| Wim Rijsbergen       | PSM Makassar                     | 2011 | 2011  | Hoofdtrainer        |
| Wim Rijsbergen       | Indonesisch voetbalelftal        | 2011 | 2012  | Bondscoach          |
| Wim Rijsbergen       | Indonesisch voetbalelftal        | 2012 | 2013  | Technisch directeur |
| Willy Scheepers      | Bali Devata FC                   | 2010 | 2012  | Hoofdtrainer        |
| Robert Alberts       | Arema FC                         | 2009 | 2010  | Hoofdtrainer        |
| Robert Alberts       | PSM Makassar                     | 2010 | 2010  | Hoofdtrainer        |
| Robert Alberts       | PSM Makassar                     | 2016 | 2019  | Hoofdtrainer        |
| Robert Alberts       | Persib Bandung                   | 2019 | heden | Hoofdtrainer        |
| Henk Wullems         | Arema FC                         | 2003 | 2003  | Hoofdtrainer        |
| Dick Buitelaar       | Gelora Dewata '89                | 1998 | 1999  | Hoofdtrainer        |
| Dick Buitelaar       | Perseden Denpasar                | 1999 | 2000  | Hoofdtrainer        |
| Dick Buitelaar       | Persekaba Badung                 | 2000 | 2001  | Hoofdtrainer        |
| Dick Buitelaar       | Perseden Denpasar                | 2002 | 2003  | Hoofdtrainer        |
| Dick Buitelaar       | Persekaba Badung                 | 2004 | 2007  | Hoofdtrainer        |
| Dick Buitelaar       | Persitara Jakarta Utara          | 2008 | 2010  | Hoofdtrainer        |
| Dick Buitelaar       | Pro Duta                         | 2010 | 2012  | Hoofdtrainer        |
| Robert Roelofsen     | Bintang Medan FC                 | 2011 | 2011  | assistent-trainer   |

Voetbalbonden ·
Albanië ·
Angola ·
Armenië ·
Australië ·
Azerbeidzjan ·
Bahrein ·
België ·
Bhutan ·
Bulgarije ·
Canada ·
China ·
Congo-Kinshasa · 
Cyprus ·
Denemarken ·
Duitsland ·
Egypte ·
Engeland ·
Estland ·
Ethiopië ·
Faeröer ·
Filipijnen ·
Finland ·
Frankrijk ·
Georgië ·
Ghana ·
Griekenland ·
Hongarije ·
Hongkong ·
Ierland ·
IJsland ·
Indonesië ·
Iran ·
Israël ·
Italië ·
Japan ·
Kazachstan ·
Koeweit ·
Litouwen ·
 Luxemburg ·
Maleisië ·
Malta ·
Marokko ·
Mexico ·
Namibië ·
Nieuw-Zeeland ·
Noorwegen ·
Oekraïne ·
Oezbekistan ·
Oostenrijk ·
Polen ·
Portugal ·
Qatar ·
Roemenië ·
Rusland ·
Rwanda ·
Saoedi-Arabië ·
Schotland ·
Singapore ·
Slovenië ·
Slowakije ·
Spanje ·
Tanzania ·
Turkije ·
Tuvalu ·
VAE ·
Venezuela ·
Verenigde Staten ·
Vietnam ·
Zimbabwe ·
Zuid-Afrika ·
Zuid-Korea ·
Zweden ·
Zwitserland